# Anameromorpha metallica
Anameromorpha metallica är en skalbaggsart som beskrevs av Maurice Pic 1923. Anameromorpha metallica ingår i släktet Anameromorpha och familjen långhorningar.
Artens utbredningsområde är Laos. Inga underarter finns listade i Catalogue of Life.